# Winter van 2019-2020
De winter van 2019-2020 was zowel in Nederland als in België een zeer zachte winter. Het hellmanngetal is 0,1, alleen 2014 heeft een lager koudegetal. Er waren 15 vorstdagen tegen normaal 38. 
In december werd het gemiddeld 5,8 graden tegen 3,7 graden normaal, in januari 6,2 in plaats van 3,1 en in februari 7,2 tegen 3,3 graden normaal.
Alleen Ell registreerde een ijsdag. Op 21 januari werd de laagste temperatuur van deze winter gemeten, namelijk -5,4 in Maastricht. Het was in maart kouder dan in de hele winter. Er was een winterstorm op 15 december 2019 met zware windstoten op de Wadden. Vlieland had als enige meetpunt een uurgemiddelde windkracht 9 tussen 08:00 en 09:00. Op 9 februari bereikte storm Ciara Nederland en België met windstoten tot 130 kilometer per uur. Ciara had in de ochtend al zeer zware windstoten maar rond 14:00 kwam Ciara op haar piek met windstoten tot 130 en kortstondig windkracht 11 op de Wadden. Er werd door het KNMI code oranje uitgegeven voor het hele land. Er kwam in de avond ook nog een koufront die iets minder heftig uitpakte dan verwacht. De hoogste temperatuur deze winter werd gemeten op 16 februari, 18,3 graden in Arcen, dit is tevens een nieuw dagrecord. Uiteindelijk zorgden vier februaristormen voor een forse toename in windenergie.
De koudste temperaturen van de winter werden in maart en april gemeten. Op 25 maart zakte het kwik tot -4.3 in De Bilt en -6.2 in Woensdrecht. Op 30 maart werd het nog kouder met -6.6 in Hupsel. Op 1 april vroor het opnieuw lokaal matig met -5.2 graden.
1974-1975 · 1988-1989  · 1989-1990  · 1999-2000 · 2006-2007 · 2013-2014 · 2014-2015 · 2015-2016 · 2019-2020